# Epistolae (Brieven) van Spinoza

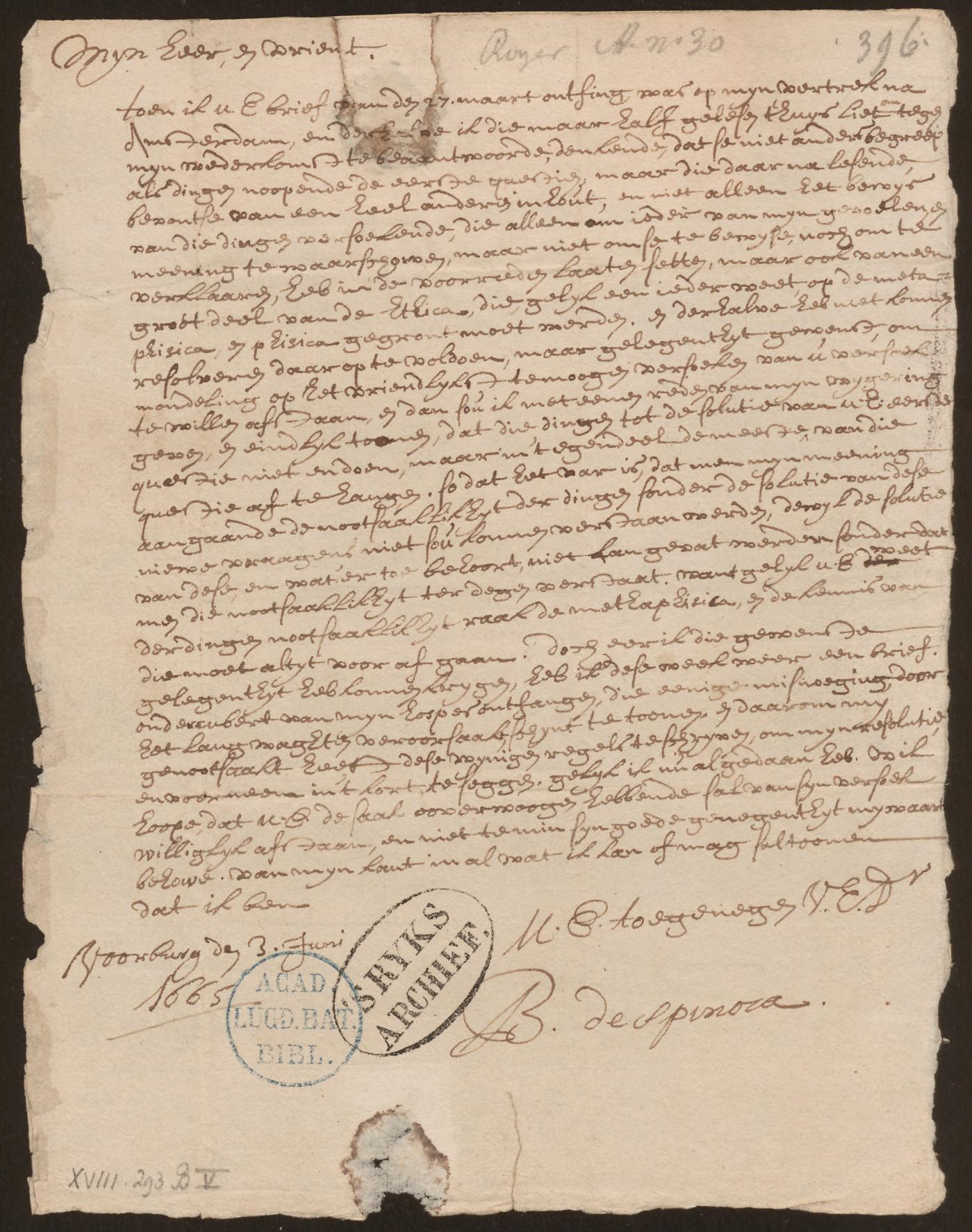
Brief 27 (nummering van Gebhardt) van Benedictus de Spinoza aan Willem van Blijenbergh, geschreven in Voorburg op 3 juni 1665. In het Nederlands.

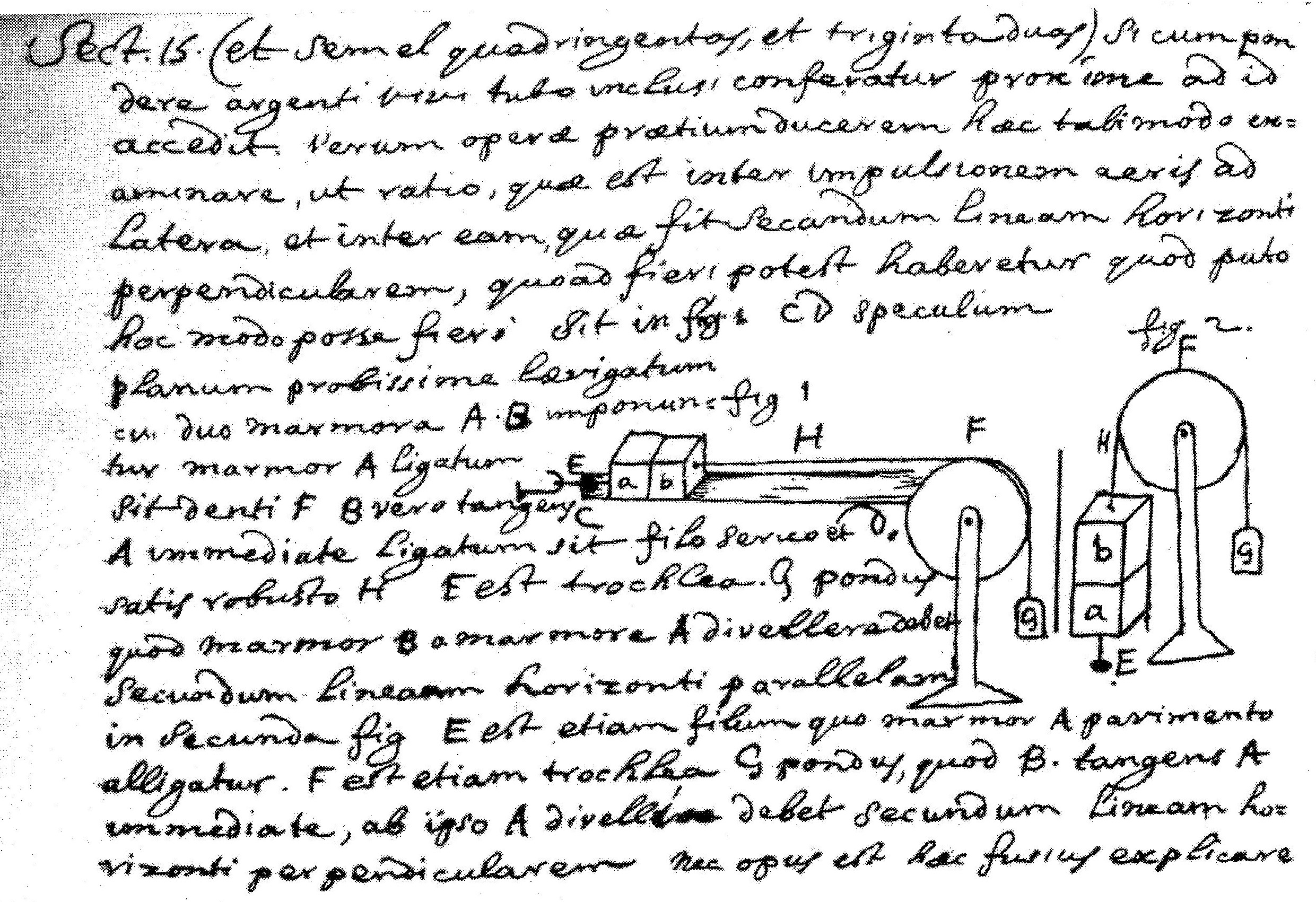
Deel van een brief van Spinoza aan Henry Oldenburg over een proef met de mechanica van Descartes, Brief 6 (in beide nummeringen), eind 1661. In het Latijn.

De Epistolae (Brieven) van Spinoza zijn de briefwisseling tussen de Nederlandse filosoof Benedictus de Spinoza (1633-1677), verschillende bekende geleerden en Spinoza's bewonderaars. Er zijn 88 brieven over meestal filosofische onderwerpen overgeleverd: 50 van Spinoza en 38 van zijn correspondenten, 52 in het Latijn en 26 in het Nederlands.
Spinoza's volgelingen in Amsterdam gaven de Epistolae na diens overlijden uit in de Opera Posthuma (Nederlandse vertaling: De nagelate schriften, 1677) Op het titelblad van het hele werk staat als auteur "B.d.S" met Hamburg in plaats van Amsterdam om vervolging te voorkomen. De brieven gaan over onderwerpen uit de werken van Spinoza (bijvoorbeeld oneindigheid en attributen (eigenschappen) van "God", Spinoza's aanduiding voor het heelal) maar ook over bijvoorbeeld geestverschijningen en wetenschappelijke ontdekkingen als het vacuüm.
Spinoza bewaarde de ontvangen brieven en de kladversies van zijn verstuurde brieven. Het project Spinozas Web meldde in 2017 dat er nog zeker 36 brieven van Spinoza zijn gevonden.

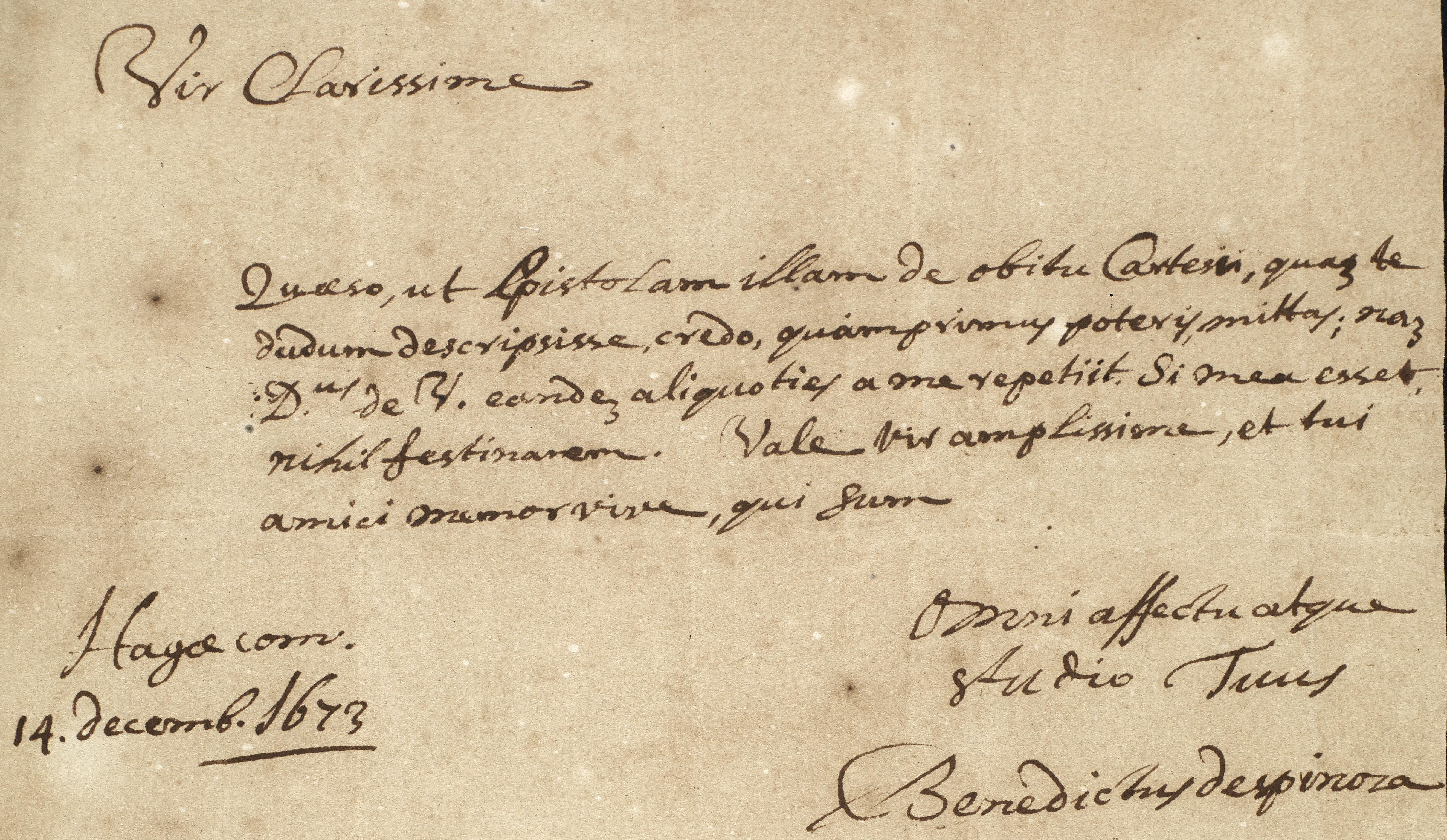
Briefje aan Utrechtse professor Johannes Georgius Graevius, 14 december 1664. Gebhardt briefnummer 49.
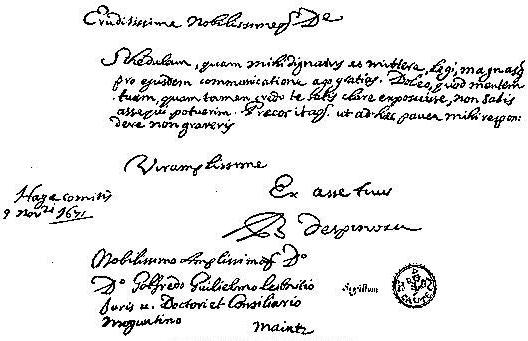
Briefje van Spinoza aan Leibniz, 9 november 1671. In het Latijn. Gebhardt briefnummer 46.
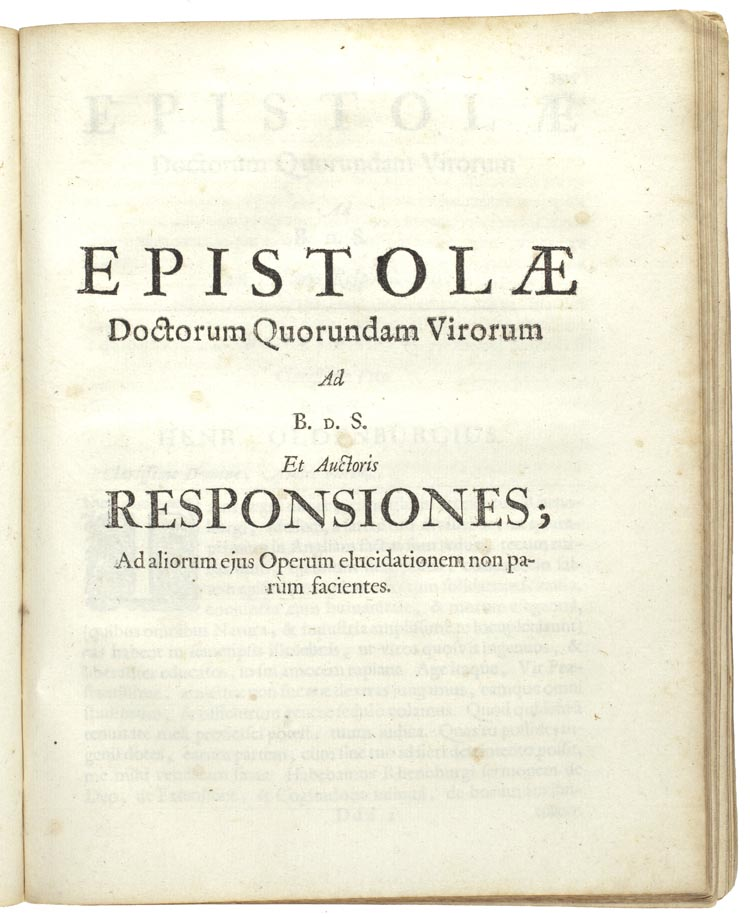
B.d.S.: Epistolae doctorum quorumdam virorum, 1677 (Brieven van geleerde mannen met antwoorden). Uitgegeven na Spinoza's dood.

## Citaat over vriendschap
Wat is er mooier dan vriendschap met liefhebbers van de waarheid? Die kunnen we vertrouwen.

Want voor my van al die dingen, die buyten myn maght syn, geen grooter aght als de eer te moogen hebben, van met luyde, die de waarhyt opreghtlyk beminnen, in verbont van vrientschap te treede, om dat ik geloof, dat wy niets ter werelt, dat buyten onse maght is, gerustigh konnen beminnen, dan sodanige menschen...
— Benedictus de Spinoza, Brief aan Willem van Blijenbergh, 5 januari 1665, Op de lange bogart, Schiedam

## Correspondenten
Onder meer de volgenden, met de jaren van hun briefwisseling:
- Pieter Balling, 1664
- Willem van Blijenbergh, 1664-1665

Een Dordtse graanhandelaar, regent en schrijver (1632–1696), die met Spinoza correspondeerde over de vrije wil en na Spinoza's dood boeken uitbracht tegen diens Tractatus theologico-politicus en Ethica. Het gaat om WvB aan Spinoza (Gebhardt brief 18: 12-12-1664, 20: 16-01-1665, 22: 19-02-1665, 24: 27-03-1665) en Spinoza aan WvB (Gebhardt brief nummer 19: 05-01-1665, 21, 23: 13-03-1665, 27: 03-06-1665).
- Albert Burgh (franciscaan), 1675

De franciscaan Albert Burgh (1650-1708) schreef Spinoza vanuit Rome om zijn rationalistische dwalingen en ongeloof in Christus te bestrijden. Spinoza's antwoord is beroemd: het is belachelijk dat de Rooms-Katholieke Kerk de mensen die door de duivel misleid worden tot in de eeuwigheid verdoemt, terwijl de duivel zelf ongestraft blijft.
- Johannes Bouwmeester, 1665-1666, 1673
- Hugo Boxel Danielsz, 1674[4]
- Robert Boyle, 1663
- Johann Ludwig Fabritius, 1673
- Johann Georg Graevius, 1673
- Johannes Hudde, 1666, 1671
- Jarig Jelles, 1667, 1669, 1671, 1673-1674
- Gottfried Leibniz

In 1676 kwam Leibniz bij Spinoza op bezoek en ze bespraken onder meer de zielsverhuizing bij Pythagoras.
- Johan van der Meer, 1666
- Lodewijk Meyer, 1663
- Henry Oldenburg, 1661-1663, 1665, 1675-1676

Petrus Serrarius (Pieter Serrurier) bracht Oldenburg, secretaris van de Royal Society in Londen, met Spinoza in contact en diende als koerier.
- Jacob Ostens, 1671
- Jan Rieuwertszn Sr., 1674
- George Hermann Schuller, 1674-1676
- Niels Stensen (Nicolaus Steno), 1671
- Ehrenfried W. von Tschirnhaus, 1674-1676

Spinoza begon een correspondentie met de Duitse natuur- en wiskundige Ehrenfried Walther von Tschirnhaus, die in Leiden gestudeerd had. Volgens Jonathan Israel werd Spinoza in zijn laatste jaren vooral gestimuleerd door de discussies met von Tschirnhaus over onder meer de vrije wil, de motivatie van de mens en Descartes' wetten van de beweging. Von Tschirnhaus kwam bij Spinoza op bezoek en kreeg via Spinoza contact met Henry Oldenburg, de secretaris van de Royal Society in Londen.
- Lambert van Velthuysen, 1671, 1675

De Utrechtse arts Lambert van Velthuysen (1622-1685) had kritiek op het godsbeeld van Spinoza. Hij beschuldigde Spinoza van blinde overgave aan het noodlot: fatalisme. De God die Spinoza schetste, had geen goddelijke wil en daardoor was volgens Van Velthuysen God niet meer de maatstaf voor 'goed' en 'kwaad'. Moraal en deugdzaamheid kwamen zo in gevaar, wat tot onzekerheid leidde. Ook werd zo de waarde van de Bijbel aangetast. Want als God geen moreel oordeel gaf, dan was de Bijbel weinig meer dan retoriek. Spinoza was niet onder de indruk en stuurde Van Velthuysen een gepeperde brief.
Desondanks hielden Spinoza en Van Velthuysen contact: vanaf 1673 bezochten ze elkaar regelmatig en hielpen elkaar bij het uitgeven van teksten. Beiden kozen dezelfde kant van Descartes in zijn conflict met de Utrechtse theoloog Voetius.
- Simon Joosten de Vries, 1663

## Tabel
Als datum wordt de dagtekening van de brief vermeld, met eventuele correctie van de Oude/Nieuwe Stijl (tijdrekening). Een greep uit de brieven:

| Nummer      | Gebhardt nummer | Van Afzender            | Aan Geadresseerde      | Plaats Afzender              | Dag     | Maand | Jaar  | Onderwerp | Taal                      |
| ----------- | --------------- | ----------------------- | ---------------------- | ---------------------------- | ------- | ----- | ----- | --- | ------------------------- |
| 01 I        | 01 I            | Oldenburg, Henry        | Spinoza, Benedictus de | Londen                       | 16/26   | 08    | 1661  | God, uitgebreidheid | Latijn                    |
| 02 II       | 02 II           | Spinoza                 | Oldenburg              |                              |         | 09    | 1661  | Attributen (eigenschappen) van God, Ethica deel 1 axioma's, stelling 1-4, fouten van Descartes en Francis Bacon (1561-1626) | Latijn                    |
| 03 III      | 03 III          | Oldenburg               | Spinoza                | Londen                       | 27      | 09    | 1661  | Bestaan van God, Ethica deel 1 axioma's, belooft boek van Robert Boyle te sturen | Latijn                    |
| 04 IV       | 04 IV           | Spinoza                 | Oldenburg              |                              |         | 10    | 1661  | Kort antwoord op vragen, gaat naar Amsterdam | Latijn                    |
| 05 V        | 05 V            | Oldenburg               | Spinoza                | Londen                       | 11/21   | 10    | 1661  | Stuurt het boek van Robert Boyle: De Nitro, Fluiditate, & Firmitate en ?? | Latijn                    |
| 06 VI       | 06 VI           | Spinoza                 | Oldenburg              |                              |         |       | 1661? | Dank voor en commentaar op het boek van Robert Boyle De Nitro, Fluiditate, & Firmitate, met tekeningen. | Latijn                    |
| 07 VII      | 07 VII          | Oldenburg               | Spinoza                |                              |         |       |       | Boyle bedankt Spinoza via Oldenburg voor het commentaar. B. had geen tijd om zelf te antwoorden en moest zich verdedigen tegen aanvallen op zijn boeken over druk en uitzetting van gassen. De Royal Society is opgericht. Oldenburg roept Spinoza op om te publiceren in zijn vrije Republiek (der zeven provinciën). | Latijn                    |
| 08 VIII     | 11 XI           | Oldenburg               | Spinoza                | Londen                       | 03      | 04    | 1663  | Antwoord op brief 6? | Latijn                    |
| 15 XV       | 32 XXXII        | Spinoza                 | Oldenburg              |                              |         | 11    | 1665  | Samenhang van de natuur, Christiaan Huygens | Latijn                    |
| -           | -               | Balling, Pieter         | Spinoza                |                              | 26      | 06    | 1664  | |                           |
| 61 LXI      | 17 XVII         | Spinoza                 | Balling, Pieter        |                              | 20      | 07    | 1664  | |                           |
| 26 XXVI     | 08 VIII         | Vries, Simon Joosten de | Spinoza                | Amsterdam                    | 24      | 02    | 1664  | Bespreekt met een groep Spinoza's werk. Stelt twee vragen over de natuur in de Ethica en de mening van anderen. Noemt Casearius, Borelli, Tacquet en Clavius. Vraagt naar Ethica deel 1 stelling 8 opmerking 3 en stelling 19 opmerking 2                                                                              | Latijn                    |
| 27 XXVII    | 09 IX           | Spinoza                 | Vries, de              |                              |         |       | 1663  | Onderscheidt verschillende soorten definities en verduidelijkt zijn mening. | Latijn                    |
| 28 XXVIII   | 10 X            | Spinoza                 | Vries, de              | Rijnsburg                    |         |       | 1663? | Antwoord over bewijzen en eeuwigheid. | Latijn                    |
| 29 XXIX     | 12 XII          | Spinoza                 | Meijer, Lodewijk       |                              | 20      | 04    | 1663  | Oneindigheid | Latijn                    |
| 31 XXXI     | 18 XVIII        | Blijenbergh, Willem van | Spinoza                | Dordrecht                    | 12      | 12    | 1664  | "Mijn Heer en onbekende Vrient..." | Nederlands                |
| 32 XXXII    | 19 XIX          | Spinoza                 | Blijenbergh            | "Op de Lange bogart"         | 05      | 01    | 1665  | | Nederlands                |
| 33 XXXIII   | 20 XX           | Blijenbergh             | Spinoza                | Dordrecht                    | 16      | 01    | 1665  | "Mijn Heer en waarde Vrient" | Nederlands                |
| 34 XXXIV    | 21 XXI          | Spinoza                 | Blijenbergh            | -                            | -       | -     | 1665  | | Latijn (geen Nederlands?) |
| 35 XXXV     | 22 XXII         | Blijenbergh             | Spinoza                | Dordrecht by de groote kerck | 19      | 02    | 1665  | | Nederlands                |
| 36 XXXVI    | 23 XXIII        | Spinoza                 | Blijenbergh            | Voorburg                     | 13      | 03    | 1665  | | Nederlands                |
| 37 XXXVII   | 24 XXIV         | Blijenbergh             | Spinoza                | Dordrecht                    | 27      | 03    | 1665  | | Nederlands                |
| 38 XXXVIII  | 27 XXVII        | Spinoza                 | Blijenbergh            | Voorburg                     | 03      | 06    | 1665  | | Nederlands                |
| 39 XXXIX    | 34 XXXIV        | Spinoza                 | Hudde, Johannes        | Voorburg                     | 07      | 01    | 1666  | God | Latijn                    |
| 40 XL       | 35 XXXV         | Spinoza                 | Hudde                  | Voorburg                     | 10      | 04    | 1666  | God | Latijn                    |
| 41 XLI      | 36 XXXVI        | Spinoza                 | Hudde?                 |                              |         | 05    | 1666  | God | Latijn                    |
| 42 XLII     | 37 XXXVII       | Spinoza                 | Bouwmeester?, I. B.    |                              | 10      | 06    | 1666  | De beste methode om kennis te verwerven. (?) | Latijn                    |
| 50 L        | 50 L            | Spinoza                 | Jelles, Jarig?         |                              | 02      | 06    | 1674  | Verschil tussen Thomas Hobbes en Spinoza over politiek en God. | Latijn                    |
| 51 LI       | 45 XLV          | Leibniz                 | Spinoza                | Frankfurt                    | 05 styl | 10    | 1671  | | Latijn                    |
| 52 LII      | 46 XLVI         | Spinoza                 | Leibniz                | Den Haag                     | 09      | 11    | 1671  | | Latijn                    |
| 61 LXI      | 57 LVII         | Tschirnhaus?            | Spinoza                |                              | 08      | 10    | 1674  | Verschil tussen Descartes en Spinoza over de vrije wil. | Latijn                    |
| 62 LXII     | 58 LVIII        | Spinoza                 | Schuller?              |                              |         | 10    | 1674  | Vrijheid | Latijn                    |
| 63 LXIII    | 59 LIX          | Tschirnhaus             | Spinoza                |                              | 05      | 01    | 1675  | Roept Spinoza op om boeken over Verbetering van het verstand en Ethica uit te brengen, de definitie van beweging en het verschil tussen ware en adequate ideeën. (commentaar: Tractatus de Intellectus Emendatione?)                                                                                                   | Latijn                    |
| 64 LXIV     | 60 LX           | Spinoza                 | Tschirnhaus?           |                              |         | 01    | 1675  | Verschil tussen ware en adequate ideeën, alleen uiterlijk (?). Kort over andere zaken. | Latijn                    |
| 65 LXV      | 63 LXIII        | Schuller?               | Spinoza                |                              | 25      | 07    | 1675  | Stelt vier vragen over de attributen (eigenschappen) van God. | Latijn                    |
| 66 LXVI     | 64 LXIV         | Spinoza                 | Schuller?              |                              | 29      | 07    | 1675  | Antwoordt over de eerste drie geprezen boeken van de Ethica, die in handen van een vriend moeten komen. (?) | Latijn                    |
| 67 LXVII    | 65 LXV          | Tschirnhaus?            | Spinoza                |                              | 12      | 08    | 1675  | Vraagt of er twee of meer attributen (eigenschappen) van God bestaan. [commentaar: behalve uitgebreidheid (massa) en denken?] | Latijn                    |
| 68 LXVIII   | 66 LXVI         | Spinoza                 | Tschirnhaus?           |                              | 18      | 08    | 1675  | Verwijst naar Ethica deel 1 stelling 10 en Ethica deel 2 stelling 7 Scholium [Opmerking]. | Latijn                    |
| 69 LXIX     | 80 LXXX         | Tschirnhaus?            | Spinoza                |                              | 02      | 05    | 1676  | Vraagt hoe de brieven over het oneindige (Brief 29) begrepen moet worden. | Latijn                    |
| 70 LXX      | 81 LXXXI        | Spinoza                 | Tschirnhaus?           |                              | 05      | 05    | 1676  | Legt zijn standpunt over de oneindigheid uit. | Latijn                    |
| 71 LXXI     | 82 LXXXII       | Tschirnhaus?            | Spinoza                |                              | 23      | 06    | 1676  | Vraagt hoe volgens Spinoza de verscheidenheid van de dingen a priori uit de uitgebreidheid afgeleid kan worden. | Latijn                    |
| 72 LXXII    | 83 LXXXII       | Spinoza                 | Tschirnhaus?           |                              | 15      | 07    | 1676  | Spinoza legt dit uit. | Latijn                    |
| geen nummer | 84 LXXXIV       | Spinoza                 | Een vriend?            | -                            | -       | -     | -     | Over Spinoza's Tractatus politicus | Latijn                    |